# Народно опълчение
Народното опълчение е спомагателна въоръжена сила, съществувала в България от 1880 г. до 1891 г., използвана за резервно попълнение на редовната армия.
Създадено е със специален закон от 1880 г., чието приемане е съпътствано със значителни политически спорове. Първият проект за закона е внесен през юни от комисия, водена от един от водачите на управляващата Либерална партия Стефан Стамболов, и е бързо приет от Народното събрание. Той обаче предизвиква острата реакция на военния министър Казимир Ернрот, тъй като поставя опълчението извън контрола на правителството и ръководеното от руски офицери военно министерство с решаваща роля на княза и парламента и дори предвижда изборност на някои от местните му структури. В резултат на това княз Александър отказва да утвърди закона. През декември същата година е приет нов закон, поставящ опълчението на подчинение на военното министерство.
Целта на създаването на Народното опълчение за осигуряване на военната подготовка на населението, което не може да постъпи във войската, с оглед защитата на бъдещото съединение на Източна Румелия с Княжество България. Ръководството му се осъществява от Военното министерство, което поема и грижата за обучението на опълченците. В провинцията има свои окръжни комитети и чети.
Заради участието (като в Оряховско) на някои негови чети в демонстрациите на населението против установения с държавния преврат от 1881 г. режим на пълномощията последва разпускане на окръжните опълченски комитети (1882 г.), а през 1883 г. е разтурено и самото Народно опълчение, като е отменен и законът за неговото създаване.
На 24 януари 1884 г. обаче е обявена пълна амнистия на всички участници в Народното опълчение. Във връзка с подготовката на Съединението с княжески указ през април 1885 г. е възстановен законът за Народното опълчение. Сформираните чети (особено в Западна България) вземат активно участие в Сръбско-българската война от 1885 г.
Опълчението съществува до 1891 г.